# Turdus reevei
Turdus reevei е вид птица от семейство Turdidae.

## Разпространение
Видът е разпространен в Еквадор и Перу.